# Perez (Bíblia)
Perez ou Peres (em hebraico: פָּרֶץ, romaniz.:  Pereṣ; tiberiano: Péreṣ), é um personagem bíblico, citado como um dos gêmeos de Judá, filho de Jacó nascido por meio da sua nora Tamar (Gênesis 38:29).
Durante o parto, Zerá, irmão de Perez, começou a emergir primeiro, mas se recolheu, e Perez saiu primeiro, produzindo uma ruptura perineal em Tamar. Perez reteve a primazia sobre o seu irmão e sempre é alistado antes dele, e sua casa tornou-se a mais famosa das duas.
Perez e seus próprios dois filhos, Esrom e Hamul, estão alistados entre os da linhagem de Jacó que foram ao Egito, os três tornando-se chefes de família de Judá. Fora disso, não se registram informações pessoais sobre ele. As referências a Perez em toda a Bíblia são essencialmente genealógicas, a maior parte das linhagens de Judá procedendo através dele.